# Karel Eduard Paar
Karel Eduard Paar (* 4. ledna 1934 Praha) je český šlechtic z rodu Paarů. Je emeritním velkopřevorem Českého velkopřevorství Suverénního řádu Maltézských rytířů.

## Život
Ve věku 12 let odešel ze zdravotních důvodů do Švýcarska a v roce 1947 za ním přijeli bratr se sestrou a matkou jeho otce. Po komunistickém převratu v roce 1948 za nimi přišli také rodiče. 
V roce 1954 se Kare Eduard přestěhoval do Rakouska, kde pracoval v oblasti ocelářského průmyslu. Později odešel do firmy, která se zabývala výrobou nářadí pro zemědělství.

### Charitativní činnost

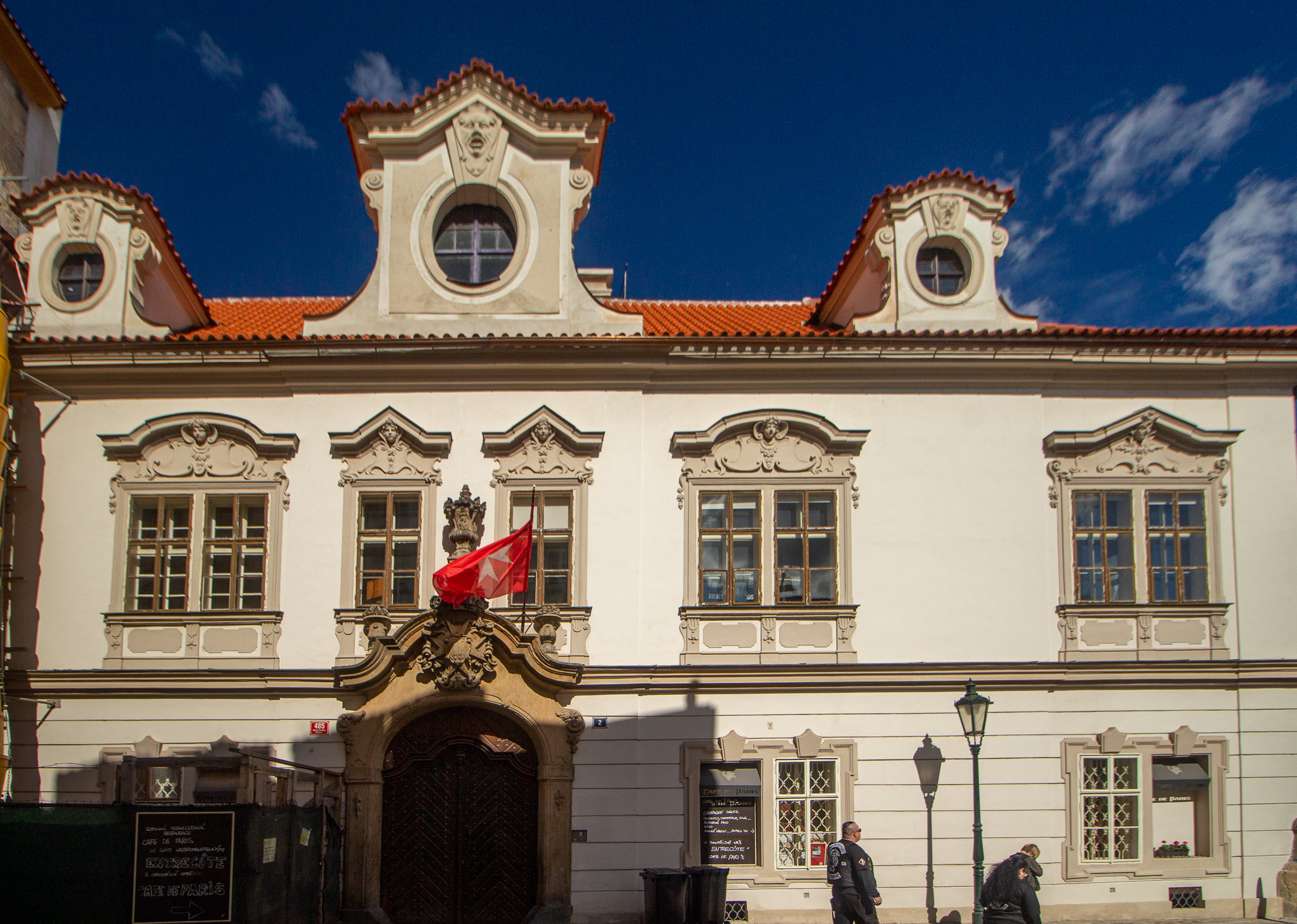
Velkopřevorský palác v Praze-Malé Straně

Karel Eduard Paar je členem Suverénního řádu Maltézských rytířů, do kterého vstoupil z iniciativy svého otce. V letech 1962–1978 působil v maltézské špitální službě. V letech 1981–1988 (funkci převzal po Karlovi VI. ze Schwarzbenbergu) a poté v letech 2004–2011 byl velkopřevorem Českého velkopřevorství, tuto funkci ovšem vykonával z Vídně.